# Georgetown (Guyana)
Georgetown  è la capitale della Guyana e, con i suoi 118 363 abitanti nell'area metropolitana, è la città più grande e popolosa del Paese sudamericano. La città è posta sulla costa atlantica alla foce del fiume Demerara, nella regione di Demerara-Mahaica ed a 27 km ad est dell'estuario del fiume Essequibo. È soprannominata "La città giardino dei Caraibi"

## Storia
Georgetown fu inizialmente chiamata Stabroek quando l'area era ancora controllata dagli olandesi.
Durante l'occupazione francese Georgetown ebbe la prima strada pavimentata. Quando gli inglesi conquistarono la colonia nel 1812 fu rinominata Georgetown in onore di re Giorgio III di Gran Bretagna ed ottenne lo status ufficiale di città il 24 agosto 1842 durante il regno della regina Vittoria. Nel 1945 un vasto incendio causò notevoli danni alla città.
Lo zucchero Demerara, il legname, la bauxite, l'oro ed i diamanti sono esportati tramite il porto di Georgetown.
Georgetown è stata costruita sullo schema di una griglia attraversata da canali costruiti dagli olandesi e che permettono il drenaggio della città che si trova a più di 4 metri al di sotto del livello dell'alta marea. Un lungo muro è stato costruito per evitare le inondazioni. Le vie di Georgetown sono alberate e lungo le strade si affacciano molto edifici coloniali in legno e mercati.

## Geografia fisica

### Clima
Secondo la classificazione climatica di Köppen, il clima di Georgetown è di tipo equatoriale. Georgetown non ha una vera e propria stagione secca, le precipitazioni mensili in tutti i 12 mesi sono superiori a 60 mm.
| Giardino botanico di Georgetown (1991-2020) | Mesi  | Mesi  | Mesi  | Mesi  | Mesi  | Mesi  | Mesi  | Mesi  | Mesi  | Mesi  | Mesi  | Mesi  | Stagioni | Stagioni | Stagioni | Stagioni | Anno    |
| Giardino botanico di Georgetown (1991-2020) | Gen   | Feb   | Mar   | Apr   | Mag   | Giu   | Lug   | Ago   | Set   | Ott   | Nov   | Dic   | Inv      | Pri      | Est      | Aut      | Anno    |
| ------------------------------------------- | ----- | ----- | ----- | ----- | ----- | ----- | ----- | ----- | ----- | ----- | ----- | ----- | -------- | -------- | -------- | -------- | ------- |
| T. max. media (°C)                          | 29,6  | 29,9  | 30,9  | 30,5  | 30,2  | 30,2  | 30,2  | 31,0  | 31,3  | 31,6  | 31,1  | 30,0  | 29,8     | 30,5     | 30,5     | 31,3     | 30,5    |
| T. min. media (°C)                          | 22,9  | 22,9  | 21,8  | 23,4  | 23,6  | 22,9  | 22,4  | 23,2  | 23,0  | 21,8  | 23,2  | 23,3  | 23,0     | 22,9     | 22,8     | 22,7     | 22,9    |
| T. max. assoluta (°C)                       | 32,2  | 32,5  | 34,4  | 33,0  | 33,4  | 32,7  | 32,5  | 33,8  | 34,4  | 34,0  | 33,3  | 33,4  | 33,4     | 34,4     | 33,8     | 34,4     | 34,4    |
| T. min. assoluta (°C)                       | 20,3  | 20,6  | 20,2  | 18,5  | 19,9  | 20,2  | 19,5  | 20,1  | 19,5  | 19,4  | 20,0  | 20,5  | 20,3     | 18,5     | 19,5     | 19,4     | 18,5    |
| Precipitazioni (mm)                         | 238,9 | 126,7 | 100,2 | 142,0 | 287,0 | 303,1 | 281,8 | 166,9 | 92,2  | 69,2  | 196,8 | 276,3 | 641,9    | 529,2    | 751,8    | 358,2    | 2 281,1 |
| Giorni di pioggia                           | 15    | 12    | 10    | 11    | 19    | 22    | 21    | 14    | 7     | 8     | 12    | 19    | 46       | 40       | 57       | 27       | 170     |
| Ore di soleggiamento mensili                | 206,8 | 201,4 | 233,8 | 209,4 | 173,9 | 165,8 | 198,7 | 242,0 | 247,0 | 247,4 | 209,5 | 195,7 | 603,9    | 617,1    | 606,5    | 703,9    | 2 531,4 |

## Monumenti e luoghi d'interesse
Georgetown è la sede dell'università di Georgetown e del segretariato della Caribbean Community (CARICOM). L'università della Guyana si trova a Turkeven alla periferia della città. La maggior parte degli edifici più importanti della città si trova nella parte occidentale. Attorno all'area centro-occidentale c'è la Independence Square e i Promenade Gardens, il museo di antropologia Walter Roth, la biblioteca nazionale (costruita con i finanziamenti di Andrew Carnagie), la banca della Guyana, il museo della Guyana, la State House residenza del presidente e la cattedrale anglicana di Saint George.
Nella parte meridionale di questa zona si trova il municipio neogotico (1889), le Victoria Law Courts (1887), il palazzo del Parlamento (1829-1834), il grande mercato Stabroek (1792) con la torre dell'orologio di ghisa che domina il panorama cittadino, la cattedrale cattolica, la City Engineer House, la Magistrate Court, la St. Andrew Kirk (1818) e l'Independence Arch. Nella parte settentrionale della città, vicino alla costa atlantica è situato il forte William Frederick, un parco, il faro e la Umana Yana, una costruzione conica degli indigeni Wai-Wai costruita secondo i metodi tradizionali nel 1972 in occasione della conferenza dei ministri degli esteri dei paesi non allineati.